# 北方七年戦争
北方七年戦争（ほっぽうしちねんせんそう）とは、北欧を中心としたデンマーク、スウェーデンの戦争である。1563年から1570年まで続いたので北方七年戦争、あるいはスカンディナヴィア七年戦争と呼ばれている。同時期に行われていたリヴォニア戦争とは間接的に関わりを持ち、戦後、スウェーデンがデンマークからの干渉を根絶し、リヴォニア地域において影響力を拡大する端緒となった。

## 背景
デンマークは、1523年にスウェーデンが独立し、カルマル同盟が崩壊して以降、スウェーデンの強大化を脅威と見なし、注視してきた。隙あらば、再びスウェーデンを征服としようと目論んでいた。そして1558年、バルト地方でリヴォニア戦争が勃発するのである。スウェーデンはこの戦争に参戦した。

## 開戦
デンマーク王フレゼリク2世は、1563年にこの間隙を縫ってスウェーデンに宣戦布告した。スウェーデンは、フィンランドを通してバルト地方に影響力を及ぼそうとしていた。そして当時デンマーク領であったエストニア（エストランド）に侵攻するのである。フレゼリク2世は、エストランドにも兵を向けたが、主要な戦場は、スカンディナヴィア半島であった。当時デンマーク領であったスコーネや従属国ノルウェーからスウェーデン侵攻を開始した。デンマークとスウェーデンは、バルト海沿岸の領土を巡っても争っており、1562年にスウェーデン王エリク14世はナルヴァを獲得するためにフィンランド湾を封鎖した。この封鎖は、この地域に権益を持っていたデンマークやリューベック（ハンザ同盟）との紛争を引き起こす結果となり、フレゼリク2世による強攻策へと至ることとなった。
スウェーデンは、リヴォニア戦争で手一杯なのと、スウェーデン王エリク14世の精神異常など、デンマークにとって有利な状況であった。しかし、1563年、バルト海南部のボーンホルム海峡の海戦でフィンランド人提督のクラウス・ホルンをして、敗北を喫し、戦争は膠着状態に陥った。当時のデンマークは国力に余裕があり、スウェーデンとの戦争は決して苦ではなかった。しかしスウェーデンは、エリク14世から王位を簒奪したヨハン3世の下で戦争を引き継ぎ、必死に凌いだ。特にスコーネでは、激しい死闘が繰り広げられていた。戦況は陸戦ではデンマーク、海戦ではスウェーデンが優位を勝ち得ていたものの、一進一退の情勢が続き、その間に両国の国内情勢は悪化した。デンマークでは、フレゼリク2世は貴族や市民から孤立させられ、スウェーデンでは、エリク14世による貴族に対する激しい弾圧からフィンランド公ヨハン（ヨハン3世）の反乱と国王の廃位（1568年）に行き着くこととなった。

## 戦争の終結
結局、両者一歩も引かず、曖昧な形で休戦となった。両国の国境線に変動はなかったが、しかしデンマークは、エストランドの再占領は叶わず、スウェーデンが領有を果たした。戦争終結時、デンマークはサーレマー島及びクールラントにある司教区を保持していたが、間もなくこの地域をポーランド・リトアニア共和国に譲渡することとなる。
1570年にフレゼリク2世とヨハン3世の使者がポンメルンのシュテッティンでシュテッティンの和約を結び、戦争は終結した。スウェーデンはデンマークへ被占領地の返還賠償金を支払う代りにデンマークからの王位請求権を放棄させた。この戦争が終了すると、スウェーデンはリヴォニア戦争に復帰した。しかしこの戦争は、両国の国力を圧迫し、相互間での関係悪化を招く結果となり、後年まで悪影響を残すこととなった。

## 読書案内
- 志摩園子『物語 バルト三国の歴史 エストニア・ラトヴィア・リトアニア』中央公論新社〈中公新書 1758〉、2004年7月。ISBN 978-4-12-101758-1。
- 武田龍夫『物語 北欧の歴史 - モデル国家の生成』中央公論新社〈中公新書 1131〉、1993年5月。ISBN 978-4-12-101131-2。
- 『北欧史』 百瀬宏、熊野聰、村井誠人編、山川出版社〈新版世界各国史 21〉、1998年8月、新版。ISBN 978-4-634-41510-2。